# Le Saint
 Le Saint  (en bretón Ar Sent) es una población y comuna francesa, situada en la región de Bretaña, departamento de Morbihan, en el distrito de Pontivy y cantón de Gourin.

## Demografía
| 1354 | 1208 | 1013 | 881 | 761 | 696 |
| Para los censos de 1962 a 1999 la población legal corresponde a la población sin duplicidades (Fuente: INSEE [Consultar]) |      |      |     |     |     |